# Waldkirchen

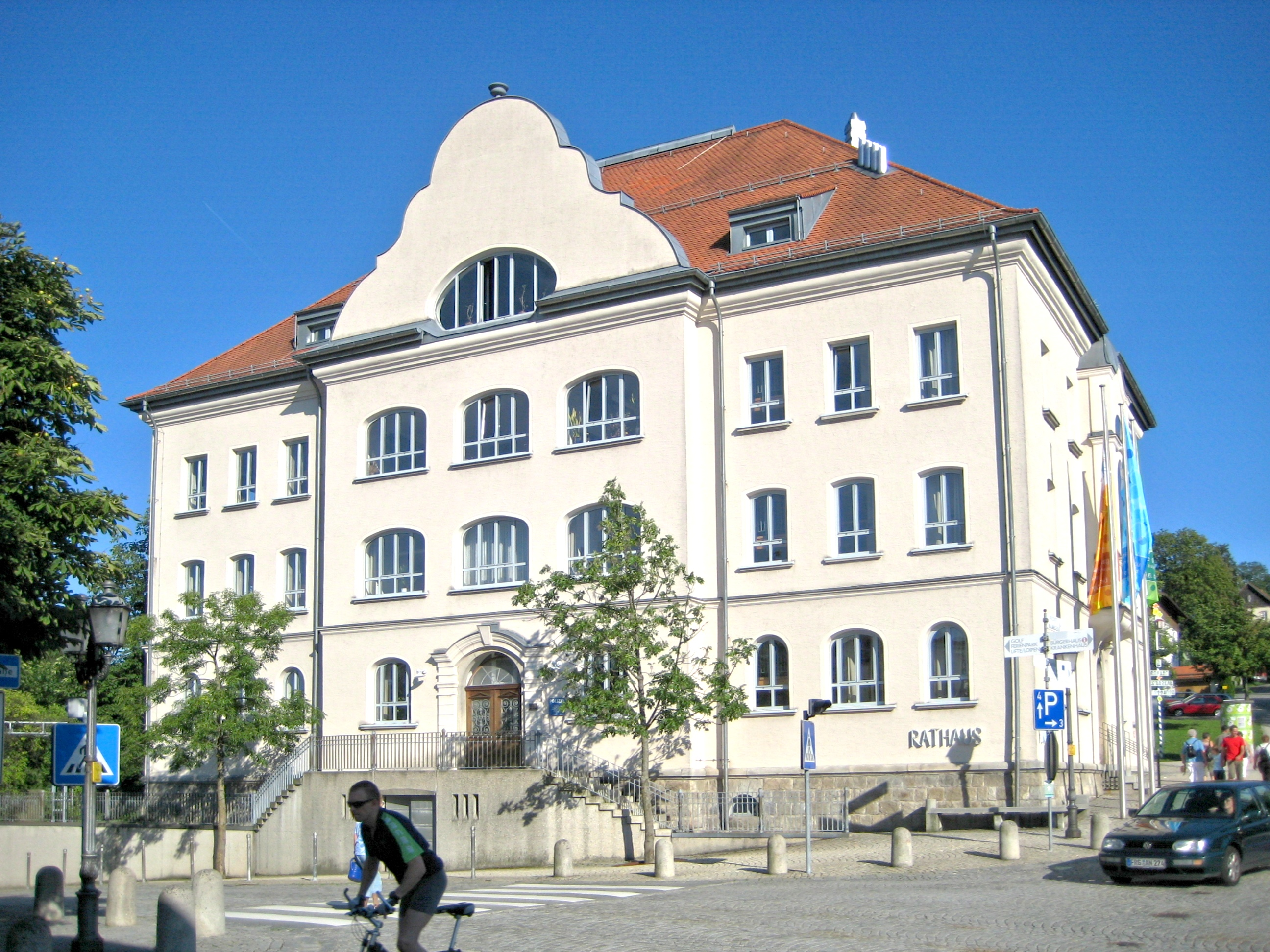
Waldkirchen
(Primăria)

Waldkirchen este un oraș din landul Bavaria, Germania.